# Kanadische Küche

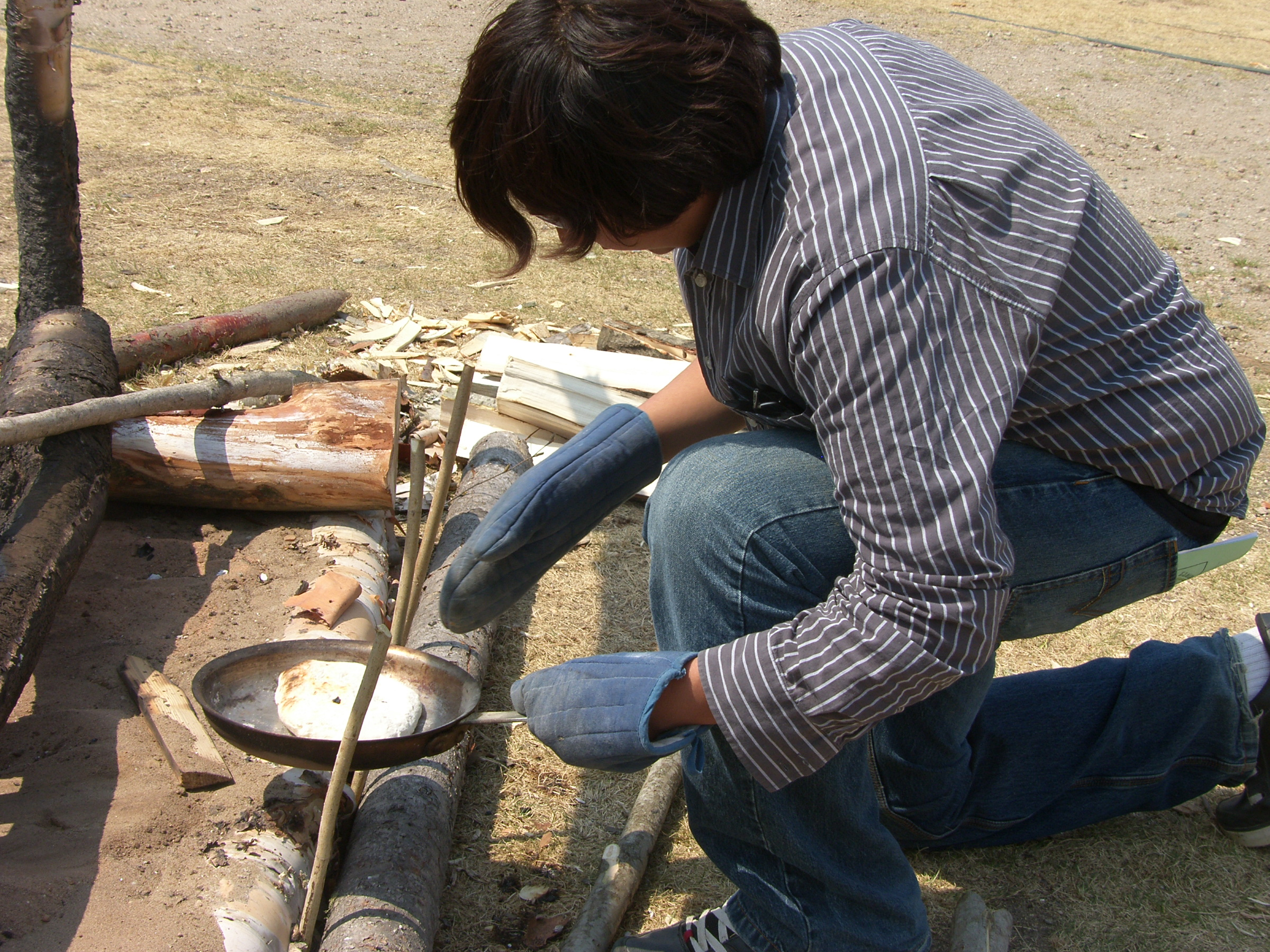
Bannock-Brot über offenem Feuer gebacken

Die kanadische Küche umfasst die verschiedenen Esskulturen der Einwohner Kanadas, sowohl die der indigenen als auch die der eingewanderten Bevölkerungsschichten. Letztere unterscheidet sich wenig von der Küche der Vereinigten Staaten, da die ethnische Herkunft und die Lebensbedingungen in beiden Ländern sehr ähnlich sind. Die kanadische Verfassung erkennt drei Indigene Gruppen an und deren einzigartiges Erbe, Kultur und Bräuche: die First Nations, Métis und Inuit. Doch die indigenen Völker in Kanada ändern zunehmend ihre Ernährung. Sie konsumieren eine geringere Gesamtmenge lokaler traditioneller Lebensmittel und mehr importierte, kommerzielle Lebensmittel. Der Übergang von der Autonomie, die durch das Jagen, Sammeln und Fangen in einer natürlichen Umgebung gewährt wird, zum sesshaften Leben in einem Dorf, ist mit dem deutlichen Rückgang der körperlichen und geistigen Gesundheit verbunden. Der eingeschränkte Zugang zu Lebensmitteln vom Land führt zu einer Abhängigkeit von Lebensmitteln, die in Geschäften verkauft werden. Diese Ernährungsumstellung gefährdet das Wissen, das zur Aufrechterhaltung traditioneller Nahrungsmittelsysteme erforderlich ist.

## Geschichte
Die indigenen Völker in Kanada (Cree, Inuit (Netsilik) und Métis) ernährten sich traditionell durch Sammeln, Jagen und Fischen. Obwohl die traditionellen Lebensmittel in einigen indigenen Gemeinschaften immer noch einen wichtigen Teil ihrer Ernährung ausmachen, weichen sie zunehmend auf im Laden gekaufte Lebensmittel aus. Politische Entscheidungsträger haben die Bedeutung und den Nutzen traditioneller Lebensmittel für die indigenen Völker erkannt und ermutigen die indigenen Völker dazu mehr davon zu konsumieren.
Die Geschichte zeigt, dass die traditionelle Ernährung der Urbevölkerung Kanadas vor der europäischen Kolonialisierung gesund war, reich an Eiweiß, Fett und Nährstoffen. Die autochthonen Stämme zogen in neue Jagdgebiete, wenn die Nahrung knapp war, oder um das Land regelmäßig brachliegen zu lassen. Ihre Ernährung variierte je nach saisonaler Verfügbarkeit und geografischer Lage, und die Präferenzen waren von Gruppe zu Gruppe unterschiedlich. Pflanzliche Lebensmittel (Beeren, Blattpflanzen und Wurzeln) ergänzten solche tierischen Ursprungs, die die Hauptenergiequelle darstellten. Nährstoffmängel wurde vermieden, da sie alle Teile des Tieres verzehrten. Zum Beispiel lieferten Leber, Fisch und Fett von Meeressäugern die Vitamine A und D. Tierische Produkte lieferten Eisen und Zink. Rohes Fleisch, der Inhalt des Karibu-Pansens, Pflanzen und Beeren lieferten Vitamin C.
Der Kontakt mit Europäern führte zu Änderungen der Essgewohnheiten der indigenen Völker, die eingeführten kommerziellen Lebensmittel, oft hoch raffiniert und verarbeitet, enthielten wenig Nährstoffe und damit wenig Nahrungsenergie. Die Europäer brachten neue Lebensmittel mit, wie Rindfleisch, Schweinefleisch, Kartoffeln und Weizen, die traditionelles Fleisch und Pflanzen ersetzten und darüber hinaus über einen Austausch gekauft oder bezogen werden mussten. Die Europäer führten auch neue kulinarische Gewohnheiten wie Mehl und Zucker, Kaffee und Speck ein. Bannockbrot – ein einfaches Fladenbrot – hat für viele First Nations, Inuit und Métis in ganz Kanada eine wichtige historische Rolle gespielt. Vor dem Kontakt mit Europäern wurde Bannockbrot aus natürlichen Zutaten aus dem Wald hergestellt: Wurzelmehl, natürliche Sauerteige und ein süßer Sirup aus Baumsaft.

## Regionale Spezialitäten

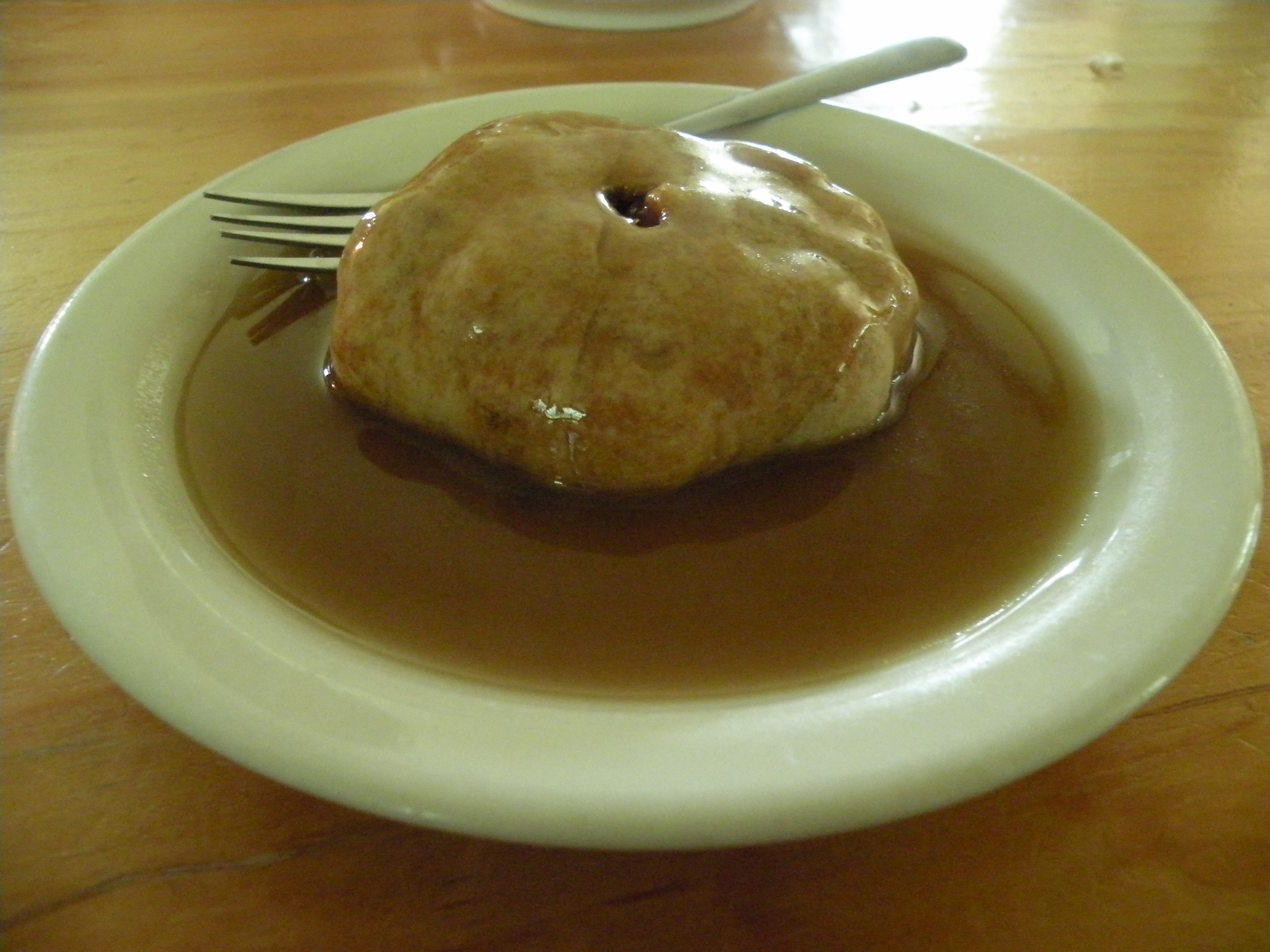
Poutine à trous Village historique acadien

Kulturelle Unterschiede, die mit unterschiedlichen Regionen und regionalen Vegetationsperioden verbunden sind, prägen die Lebensweise, die Ernährung und die Art und Weise der Speisenzubereitung der autochthonen Bevölkerung. Traditionelle Fleisch-Quellen sind das Großwild (Hirsch-, Bison-, Dickhornschaf-, Wildziegen-, Antilopen-, Elche-, Karibu- und Bärenfleisch); Kleinwild wie Biber, Kaninchen, Eichhörnchen, Stinktier, Bisamratte und Waschbär; Wildvögel wie Schneehuhn, Ente und Gänse; viele Fischarten; Reptilien wie Schlangen, Eidechsen und Schildkröten; Insekten; und Eier verschiedener Arten. Für die indigenen Völker, die entlang der Küste leben sind Eisbären-, Robben-, Walross- oder Walfleisch (z. B. Beluga-, Narwal- und Grönlandwale) Teil der Ernährung. Wilde grüne Pflanzen sind jahreszeitenbedingt kaum verfügbar, daher sind fast nur tierische Teile Vitaminquellen. Eine Ernährungsumfrage 1997 bei den Dene, Métis und First Nations des Yukon ergab, dass Elche, Karibu, Weißfisch, Auerhahn und Hecht am häufigsten in den USA gegessen werden in der Deh Cho Region.

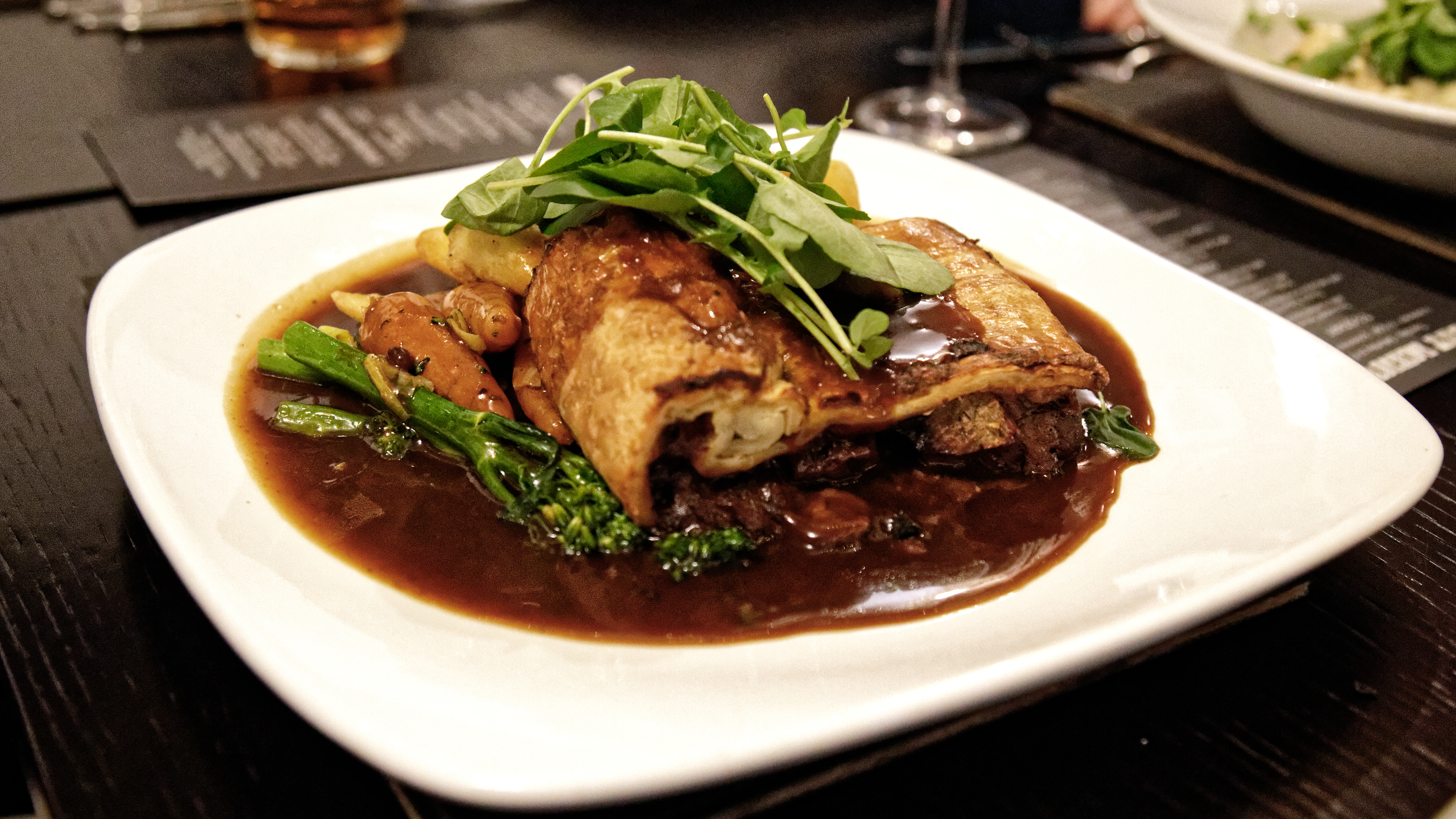
Steak and kidney pie

British Columbia liegt an der Pazifikküste, daher basiert seine raffinierte Küche auf Meeresfrüchten und dem Obstangebot des Okanaganntals. Britische Traditionen wie zum Beispiel der traditionelle High Tea sind bis heute erhalten geblieben. Das chinesische Viertel von Vancouver ist nach San Francisco das zweitgrößte in Nordamerika. Sauerteigbrot kam in der Zeit des Goldrausches nach Kanada. In den Provinzen der Prärie gibt es mitteleuropäische jüdische, skandinavische, isländische und mennonitische kulinarische Traditionen, aber die vorherrschende Küche ist die ukrainische (Borscht, Piroggen und eingelegte Rosenblätter). Honig aus dem Peace River im Norden hat einen weltweiten Ruf. Die kulinarischen Einflüsse in der Küche Ontarios sind hauptsächlich britisch (Steak- und Nierenpastete, Yorkshire-Pudding und Trifle) und deutsch (eine große Auswahl an gekochtem Fleisch und Karottenkuchen). Die Provinzküche wurde auch von der großen Bevölkerungsgruppe der Mennoniten (Shoofly Pie) und von der Küche der neueren Einwanderer aus Ungarn und Italien beeinflusst. Zwei regionale Originalgerichte sind Spiced beef (deutsch: "gewürztes Rindfleisch", eingelegt, geschmort und gepresst, in dünnen Scheiben kalt serviert) und mit Obst gefüllte Schweinefilets.

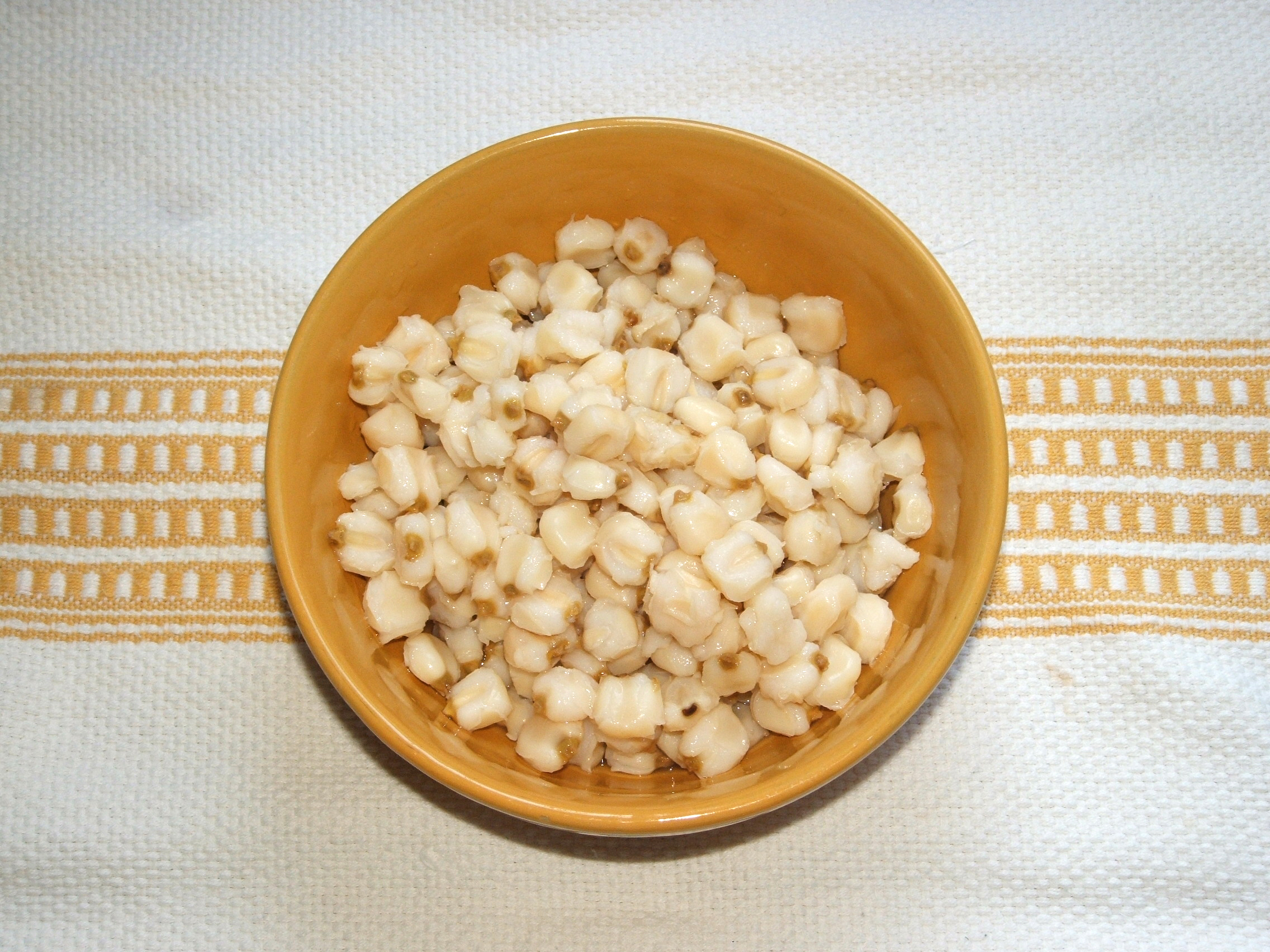
Hominy-Mais

In den fischreichen Provinzen am Atlantik werden Hering, Makrele, Stint, Scholle und Heilbutt und vor allem Kabeljau sehr einfach zubereitet, frisch oder eingesalzen, oft mit Kartoffeln und Kräutern ohne Sauce serviert. Die Zunge und die Wange des Fisches gelten als Gourmetgerichte. Die Küche von Akadien (dem französischsprachigen Teil Kanadas oder den atlantischen Provinzen) hat sich auf originelle Weise weiterentwickelt und dabei die Erinnerung an seine französische Verbindung mit Gerichten wie Fricot, pots-en-pots, Rappie pie und Râpures, Austern, die sich beim Erhitzen geöffnet haben, mit Kräutern und Knoblauchbutter gefüllt, bewahrt. Einige der traditionellen Gerichte basieren auf Kartoffeln, Fisch und Schalentieren und sind sehr subtil, wie gewaschener indischer Mais (Hominy) und Poutine à trou, ein gefülltes Gebäck.
In der Provinz Quebec verbinden sich angelsächsische Traditionen und alte Rezepte der Normandie zur energiereichen Regionalküche, die von Fleisch- und Wildpasteten (Turtières und Cipâtes) dominiert wird, Eintöpfen mit Fleisch (Ragoût de pattes) und mit Gemüse (Bohnen mit Speck, Erbsensuppe). Über mehrere Jahrzehnte hinweg wurde diese Küche allmählich immer raffinierter, so dass Montreal und Quebec zu "Gipfeln der Gastronomie" in Nordamerika geworden sind. Inspiriert von der klassischen französischen Küche und der Nouvelle Cuisine, werden Äpfel und Ahornsirup verwendet, um raffinierte Gerichte aus Ente oder Schinken zuzubereiten. Junge Farnblätter mit Karibu oder Lachs von der Gaspé-Halbinsel am Sankt-Lorenz-Strom begeistern Liebhaber ungewöhnlicher Speisen. Einwanderer aus Griechenland, Italien, dem Libanon und Vietnam haben mit ihren eigenen regionalen Gerichten die kosmopolitische Vielfalt der Küche Quebecs erweitert.

## Wein
Der kanadische Wein basierte früher auf der industriellen Herstellung aus amerikanischen Trauben, die ihm einen merkwürdigen Fox-Ton verliehen. Sie wurden meist durch Vitis vinifera-Reben ersetzt. Die Hauptweingebiete konzentrieren sich auf British Columbia und Ontario:
In British Columbia konzentrieren sich die Weinberge auf das trockene, wüstenartige Okanagan Valley mit hohen Tagestemperaturen und sehr kühlen Nächten. Hier müssen die Reben Riesling, Auxerrois, Chardonnay, Pinot Noir und Merlot bewässert werden.
In Ontario liegen die Weinberge hauptsächlich auf der Niagara-Halbinsel, wo die Temperaturen durch die Seen Erie und Ontario gemildert werden. Es werden eine Vielzahl von Trauben gepflanzt, darunter Chardonnay-, Gewürztraminer-, Riesling-, Cabernet Franc-, Pinot Noir- und Merlot-Trauben. Aber auch viele Hybridsorten, darunter Maréchal Foch, Baco Noir, Seyval Blanc und Vidal. Ein als Eiswein bekannter Dessertwein aus gefrorenen Trauben ist eine besondere Spezialität kanadischer Weine und wird häufig aus Vidal- oder Riesling-Trauben hergestellt.